# Cesare Marullo
Cesare Marullo (Messina, 1537 – 12 novembre 1588) è stato un arcivescovo cattolico italiano.

## Biografia
Nacque nel 1537, nelle fonti è riportato come dottore in utroque iure. Divenne in seguito anche cappellano del re di Spagna Filippo II. 
Il 15 luglio 1574 papa Gregorio XIII lo nominò vescovo di Agrigento. 
L'11 settembre 1578 lo stesso papa lo elevò arcivescovo metropolita di Palermo. Durante il suo episcopato diede impulso a lavori in cattedrale, nel palazzo arcivescovile e nel seminario palermitano.
Era prossimo il conferimento della porpora cardinalizia quando morì, nel 1588, per "mal di pietra", ossia calcolosi vescicale.

## Successione apostolica
La successione apostolica è:
- Arcivescovo Diego Haëdo (1585)